# کانیه، بوتسوانا
کانیه (به انگلیسی: Kanye) شهری در ناحیهٔ جنوبی کشور بوتسوانا است که در سال ۲۰۰۰ میلادی ۴۸٬۱۴۳ نفر جمعیت داشته که از این تعداد، ۲۲٬۴۵۱ نفر مرد و ۲۵٬۶۹۲ نفر زن بوده‌اند.